# Earl of Kellie

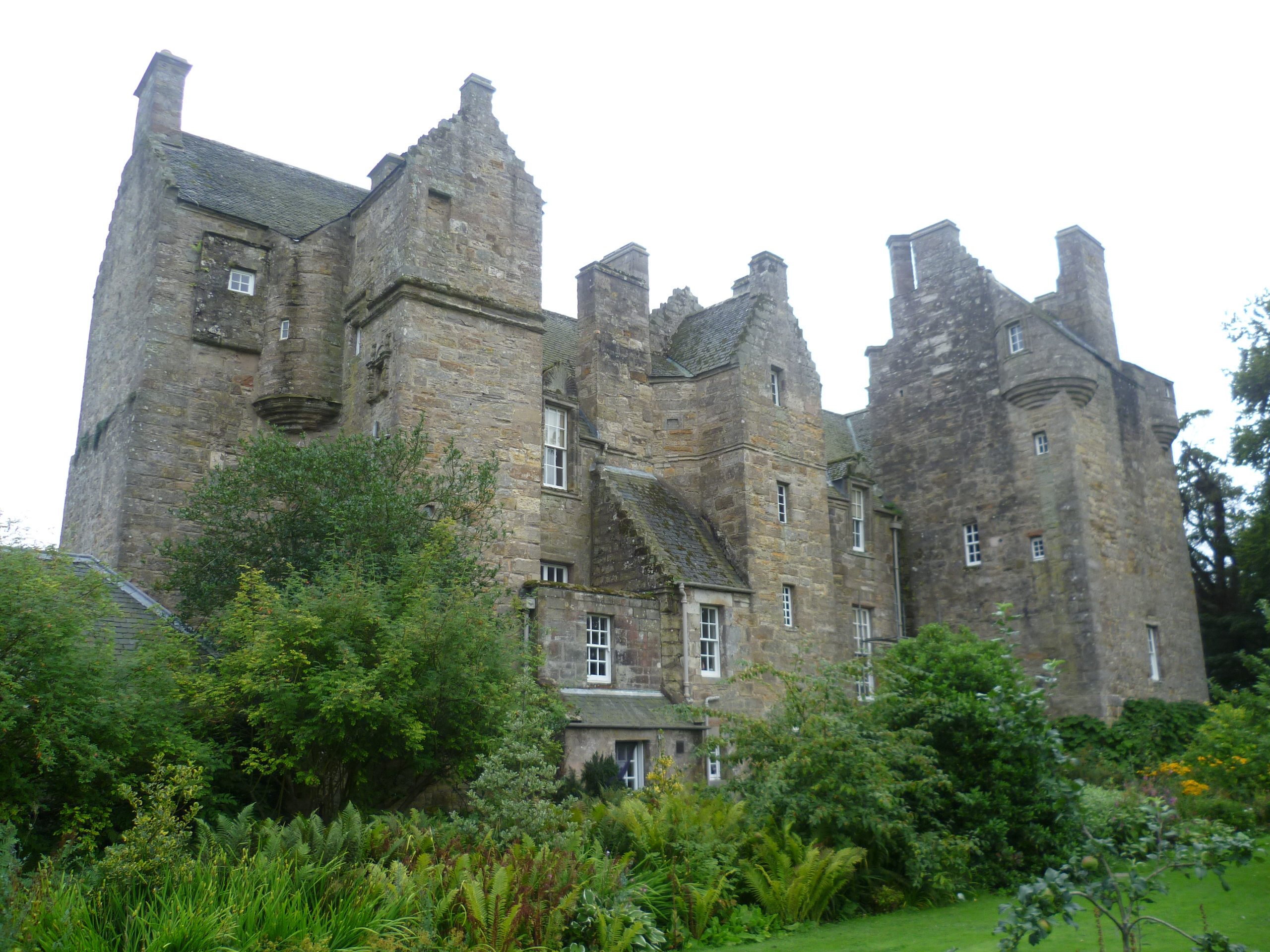
Kellie Castle, Sitz der Earls of Kellie

Earl of Kellie ist ein erblicher britischer Adelstitel in der Peerage of Scotland.
Familiensitz der Earls ist Kellie Castle bei Arncroach in Fife.

## Verleihung, nachgeordnete und weitere Titel
Der Titel wurde am 12. März 1619 für Thomas Erskine, 1. Viscount Fentoun, zusammen mit dem nachgeordneten Titel Lord Dirletoun geschaffen. Dieser war Captain of the Guard und Groom of the Stool für König Jakob VI. Bereits am 8. Juli 1604 war er, ebenfalls in der Peerage of Scotland, zum Lord Erskine of Dirletoun und am 18. März 1606 zum Viscount (of) Fentoun erhoben worden.
Der 8. Earl erbte 1797 auch den Titel 8. Baronet, of Cambo, der am 20. August 1666 in der Baronetage of Nova Scotia geschaffen worden war. Dieser Titel erlosch beim Tod des 10. Earls am 3. Dezember 1829. Das Earldom Kellie fiel daraufhin an den 26./9. Earl of Mar als 11. Earl of Kellie. Nach dessen Tod brach ein Rechtsstreit zwischen seinen Erben um den Titel des Earl of Mar aus. Der Titel Earl of Mar, erster Verleihung (1404), fiel an eine andere Linie der Familie, das Earldom Kellie und der bislang dem Earldom Mar nachgeordnete Titel 15. Lord Erskine fielen an Walter Erskine, 12. Earl of Kellie, dem 1875 postum auch der Titel Earl of Mar, siebter Verleihung (1565), zugesprochen wurde. Die Earlstitel Kellie und Mar sind seither vereinigt.
Heutiger Titelinhaber ist James Erskine als 14. Earl of Mar und 16. Earl of Kellie, der am 19. April 2000 auf Lebenszeit auch den Titel Baron Erskine of Alloa Tower in der Peerage of the United Kingdom verliehen bekam.
Der bis heute nachgeordnete Titel eines Viscount Fentoun ist der älteste noch bestehende Viscounttitel der Peerage of Scotland, wodurch der Earl of Mar and Kellie der Premier Viscount of Scotland ist.

## Earls of Kellie (1619)
- Thomas Erskine, 1. Earl of Kellie (1566–1639)
- Thomas Erskine, 2. Earl of Kellie († 1643)
- Alexander Erskine, 3. Earl of Kellie († 1677)
- Alexander Erskine, 4. Earl of Kellie († 1710)
- Alexander Erskine, 5. Earl of Kellie († 1756)
- Thomas Erskine, 6. Earl of Kellie (1732–1781)
- Archibald Erskine, 7. Earl of Kellie (1736–1795)
- Charles Erskine, 8. Earl of Kellie (1765–1799)
- Thomas Erskine, 9. Earl of Kellie (um 1745–1828)
- Methven Erskine, 10. Earl of Kellie (um 1750–1829)
- John Erskine, 26. Earl of Mar, 11. Earl of Kellie, de iure 9. Earl of Mar (1795–1866)
- Walter Erskine, 12. Earl of Kellie, de iure 10. Earl of Mar (1810–1872)
- Walter Erskine, 11. Earl of Mar, 13. Earl of Kellie (1839–1888)
- Walter Erskine, 12. Earl of Mar, 14. Earl of Kellie (1865–1955)
- John Erskine, 13. Earl of Mar, 15. Earl of Kellie (1921–1993)
- James Erskine, 14. Earl of Mar, 16. Earl of Kellie (* 1949)

Mutmaßlicher Titelerbe (Heir Presumptive) ist der Bruder des aktuellen Earls, Hon. Alexander David Erskine, Master of Mar and Kellie (* 1952).